# Christian Yelich
Christian Stephen Yelich (nacido el 5 de diciembre de 1991) es un jardinero estadounidense de béisbol profesional que juega para los Milwaukee Brewers de las Grandes Ligas. Fue seleccionado en la primera ronda del draft de 2010 por los Miami Marlins, equipo con el que debutó en las mayores en 2013. Se desempeña principalmente como jardinero izquierdo, posición en la cual ha ganado un Guante de Oro y tres Bates de Plata. En 2018, participó en su primer Juego de Estrellas y fue nombrado como el Jugador Más Valioso de la Liga Nacional.

## Carrera profesional

### Miami Marlins
Yelich fue seleccionado en la 23.ª posición global del draft de 2010 por los Marlins de Florida, y firmó con el equipo por un bono de $1,7 millones el 17 de agosto. En las temporadas 2011 y 2012, fue nombrado el Jugador del Año de las Ligas Menores de los Marlins.
El 23 de julio de 2013, Yelich fue llamado a las mayores desde los Jacksonville Suns de Clase AA.

#### 2014
En 2014, tuvo una temporada de calidad como primer bate de la alineacón de los Marlins, bateando para promedio de bateo de .284 con 21 bases robadas. Además registró un porcentaje de fildeo de .996, por lo que ganó un Guante de Oro como jardinero, convirtiéndose en el jugador más joven y el primer jardinero en la historia de la franquicia en recibir el reconocimiento.

#### 2015
El 22 de marzo de 2015, Yelich firmó una extensión de contrato por siete años y $49,57 millones con los Marlins. Inició la temporada 2015 con problemas por dolores en la espalda, por lo que fue colocado en la lista de lesionados hasta el 8 de mayo. Sin embargo, en agosto regresó a la lista de lesionados por un golpe en la rodilla derecha. Al regresar a la alineación, compartió labores en los jardines con Marcell Ozuna, quien lo reemplazó mientras se encontraba inactivo. Al finalizar la temporada, registró un promedio de .300 con siete jonrones y 44 carreras impulsadas en 476 turnos al bate.

#### 2016
En 2016, Yelich bateó principalmente como tercero en el orden de la alineación. Defensivamente, fue uno de los jardineros titulares del equipo junto a Ozuna y Giancarlo Stanton, quien al ser colocado en la lista de lesionados fue reemplazado por Ichiro Suzuki. Finalizó la temporada con promedio de .298, 21 jonrones y 98 impulsadas, por lo que fue premiado con un Bate de Plata en la posición de jardinero.

#### 2017
Yelich participó con el equipo de Estados Unidos en el Clásico Mundial de Béisbol 2017, torneo en que fue campeón y formó parte del equipo del torneo. Durante la temporada de 2017, registró promedio de .282 con 18 jonrones y 81 impulsadas en 602 turnos al bate.

### Milwaukee Brewers

#### 2018
El 25 de enero de 2018, Yelich fue transferido a los Cerveceros de Milwaukee a cambio de Lewis Brinson, Isan Díaz, Monte Harrison y Jordan Yamamoto. Fue convocado a su primer Juego de Estrellas como jardinero reserva, luego de registrar promedio de .285, 11 jonrones, 36 impulsadas y 11 bases robadas durante la primera mitad de la temporada. El 29 de agosto conectó para el ciclo ante los Rojos de Cincinnati, y el 17 de septiembre repitió la hazaña igualmente ante los Rojos, convirtiéndose en el quinto jugador en la historia que conecta dos ciclos en una misma temporada y el primero que lo hace ante el mismo equipo.
En total, Yelich registró un promedio de bateo de .326, líder de la Liga Nacional, convirtiéndose en el primer jugador de los Cerveceros en ganar el título de bateo. Adicionalmente, conectó 36 jonrones e impulsó 110 carreras, por lo que el 26 de octubre ganó el Premio Hank Aaron como el mejor bateador de la liga y el 16 de noviembre fue nombrado como el Jugador Más Valioso de la Liga Nacional, superando a Javier Báez y Nolan Arenado.

#### 2019
El 1 de julio de 2019, Yelich se convirtió en el primer jugador en la historia de la franquicia de los Cerveceros en alcanzar los 30 jonrones antes del Juego de Estrellas, superando el récord del ex Cervecero Prince Fielder de 29 jonrones. Yelich fue seleccionado para participar en el Derbi de Jonrones, pero tuvo que retirarse debido a una lesión en la espalda y fue reemplazado por Matt Chapman. El 10 de septiembre de 2019, Yelich golpeó una pelota de foul en su rótula y abandonó el juego. Poco después, se reveló que se fracturó la rótula derecha, lo que terminó prematuramente su temporada 2019.
En 2019, Yelich ganó su segundo título de bateo de la Liga Nacional con un promedio de .329 y lideró las mayores con un OPS de 1.100. Registró 44 jonrones (4.º en la Liga Nacional), 30 bases robadas (3.º) y 97 impulsadas en 130 juegos. Ganó el premio Hank Aaron de la Liga Nacional por segundo año consecutivo y terminó segundo en la votación al Jugador Más Valioso de la Liga Nacional.

#### 2020
El 6 de marzo de 2020, Yelich firmó una extensión de contrato por nueve años y $215 millones con los Cerveceros, más del doble del récord anterior de Ryan Braun de $105 millones como el contrato más rico en la historia de la franquicia. Su actuación en la temporada 2020 acortada de 60 juegos fue una decepción, ya que bateó .205/.356/.430 con 12 jonrones y 22 impulsadas. 